# Thisnes
Pour l’article homonyme, voir Thisnes (ruisseau).
Thisnes (en wallon Tîne) est une section de la ville belge d'Hannut, située en Région wallonne dans la province de Liège. C'était une commune à part entière avant la fusion des communes du 17 juillet 1970.
En plein pays agricole (à 2,5 kilomètres du centre), Thisnes, qui ne compte plus que quelques agriculteurs sur une population de 1 196 habitants, organise néanmoins une fête au début de juillet et possède des clubs de football, de ping-pong et de théâtre, une église historique et une école communale.

## Démographie
- Sources:INS, Rem:1831 jusqu'en 1970=recensements, 1976= nombre d'habitants au 31 décembre

## Galerie

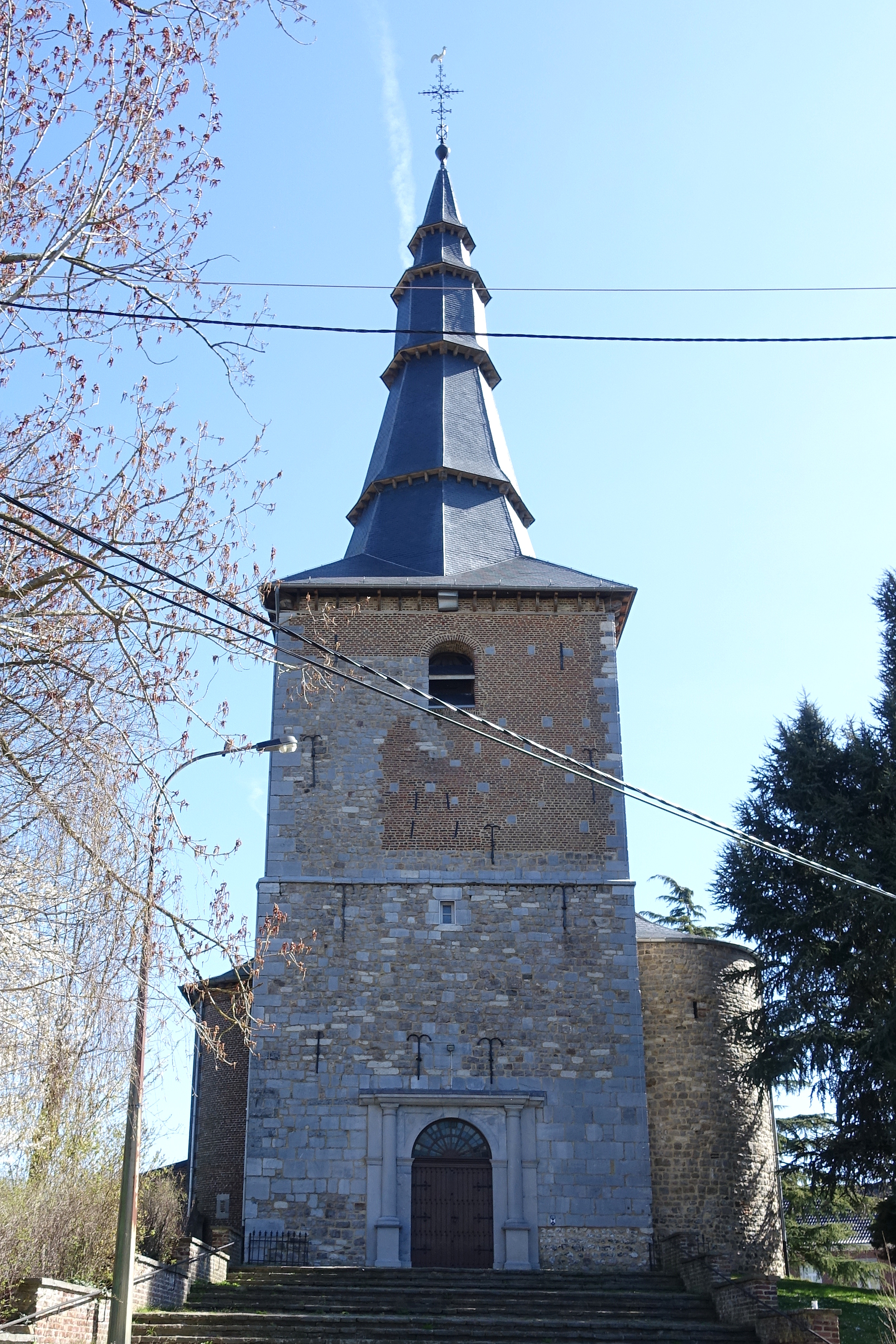
Tour fortifié de l'église (XIIIe siècle), refuge en cas de danger.
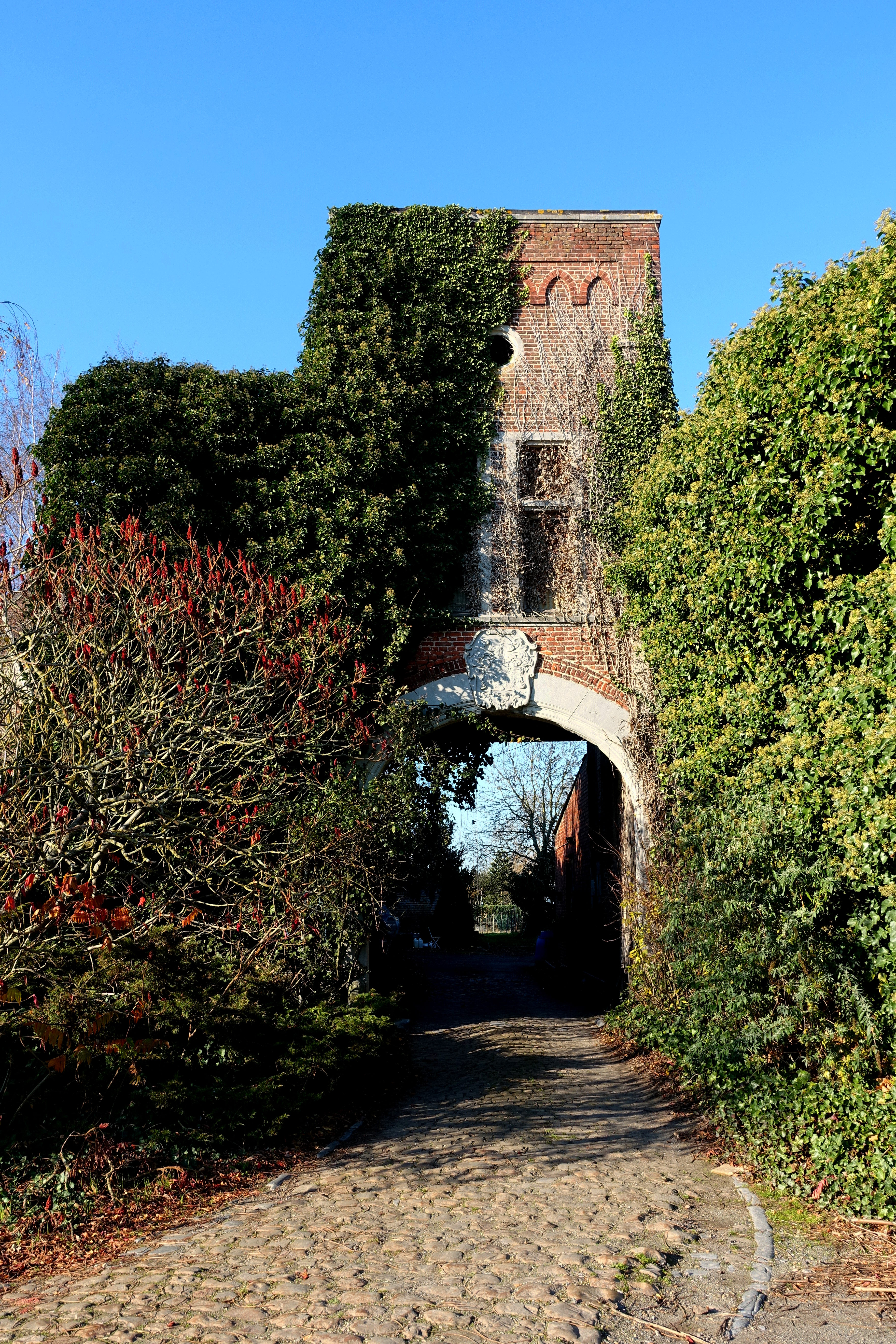
Entrée de l'ancien château de Thisnes.
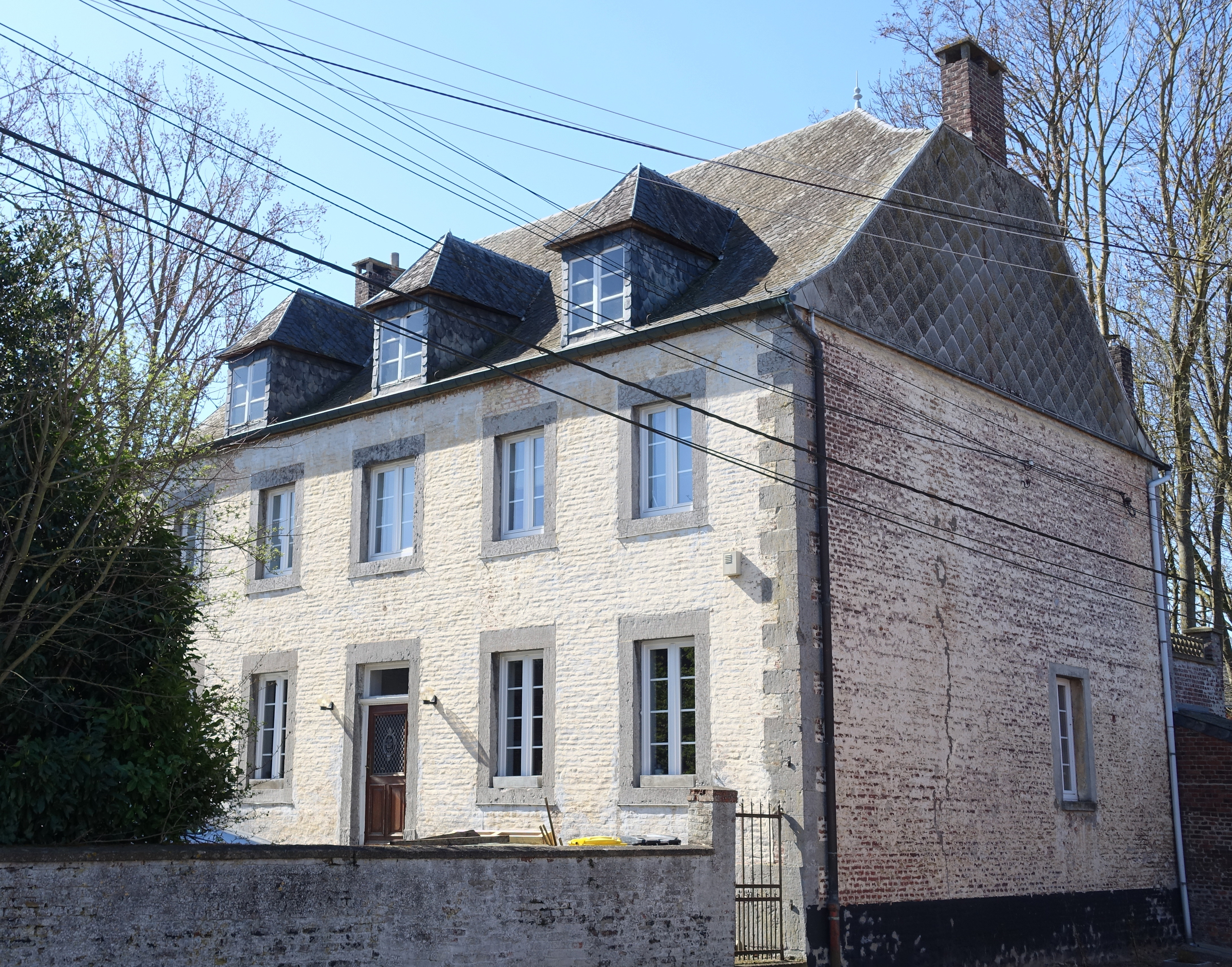
Ancien Presbytere.
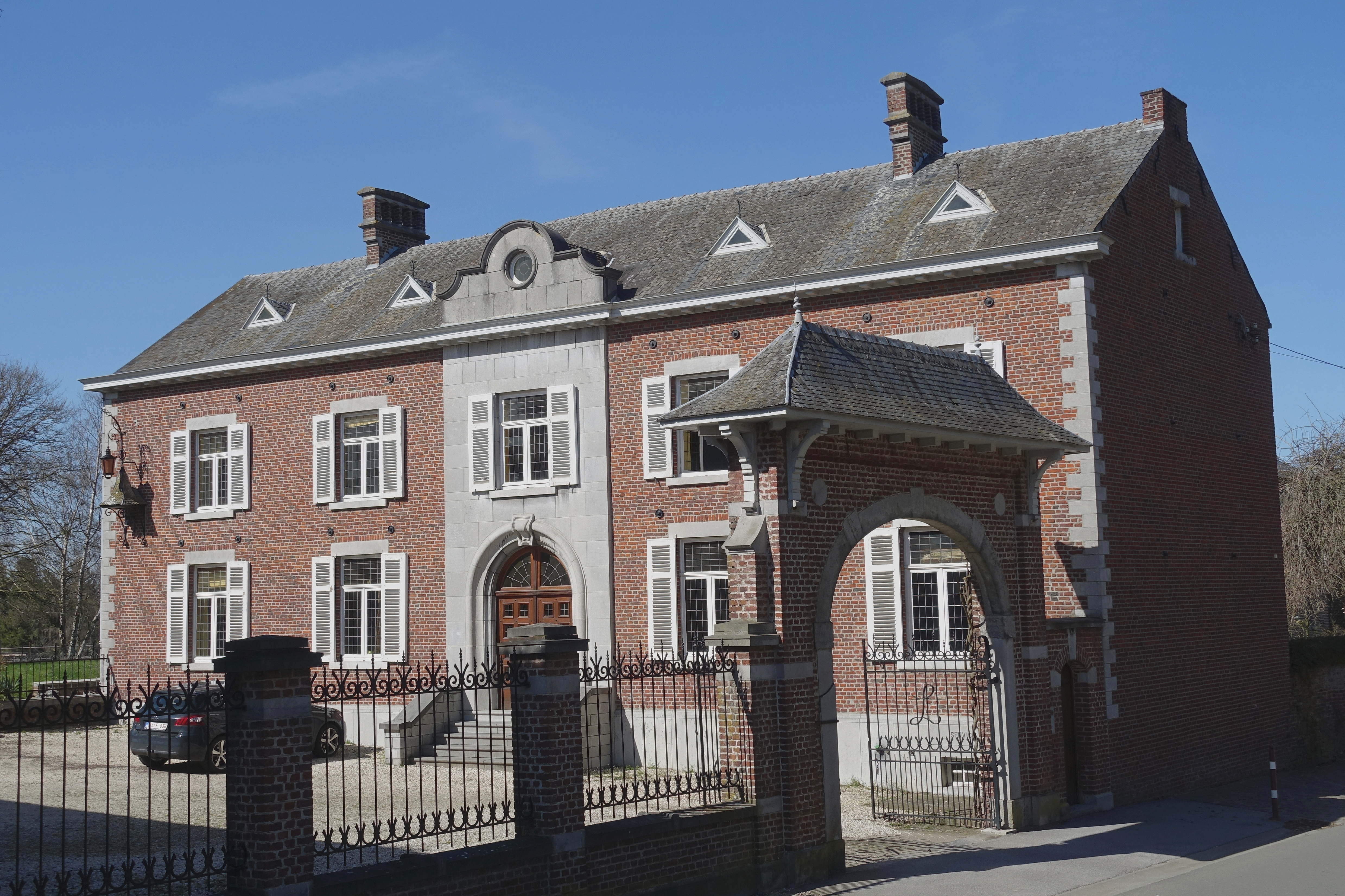
Manoir.
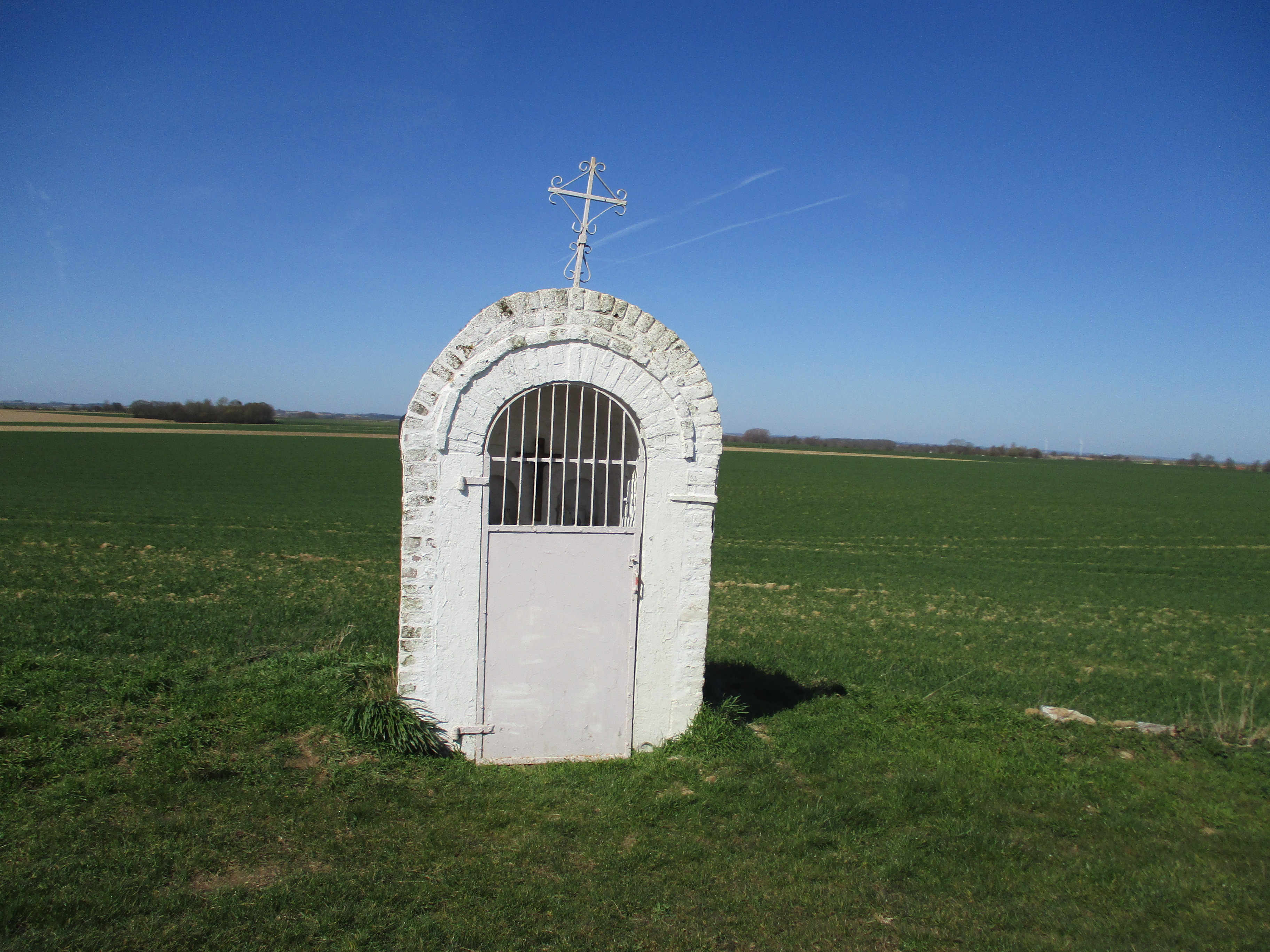
Petit oratoire du XIXe siècle.
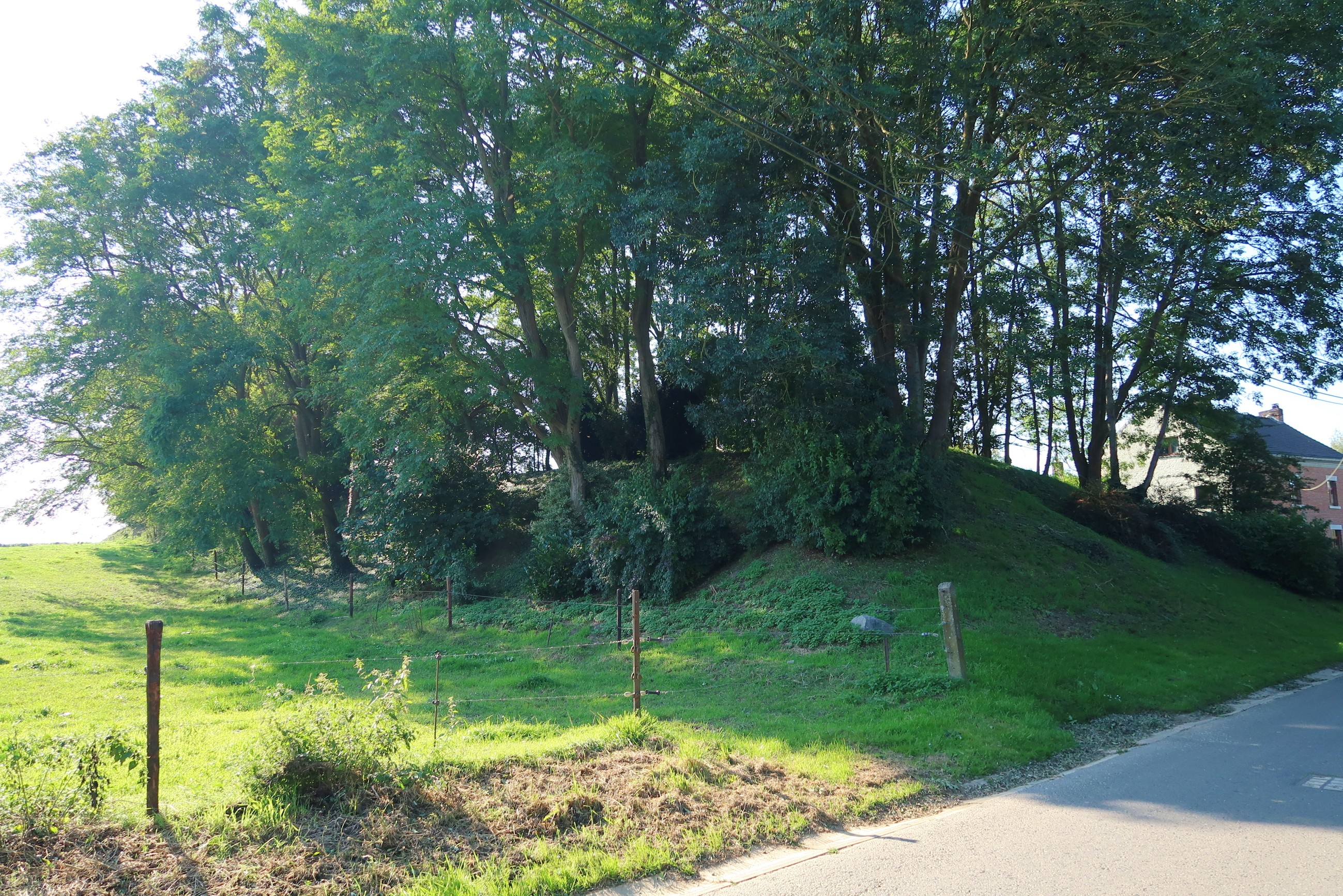
Talus du pont de l'ancien tram vicinal 552.

## Personnalités
- Jean Pirotte est né à Thisnes.
- Georges Hillion Lieutenant-colonel de l’armée française et résistant des Forces françaises de l'intérieur. Porté disparu à Thisnes le 13 mai 1940 lors de la Bataille de Hannut. Rescapé par la famille Rappe.